# كيب هورن الخاطىء
فولس كيب هورن بالانجليزية أو فالسو كابو دي هورنوس بالإسبانية، هو الرأس في أقصى   جنوب شبه جزيرة هاردي من الطرف الجنوبي من جزيرة هوست، اللتي تبعد ب 35 ميلاً أي 56 كم شمال غرب كيب هورن، ويقع في نقطة تقاطع خطي 55°43′37″S 68°03′16″W / 55.72694°S 68.05444°W. كيب هورن الخاطئ هي النقطة الواقعة في أقصى الجنوب من الجزر الكبيرة لمجموعة أرض النار، وتقع بالقرب من البر الرئيسي لأمريكا الجنوبية.

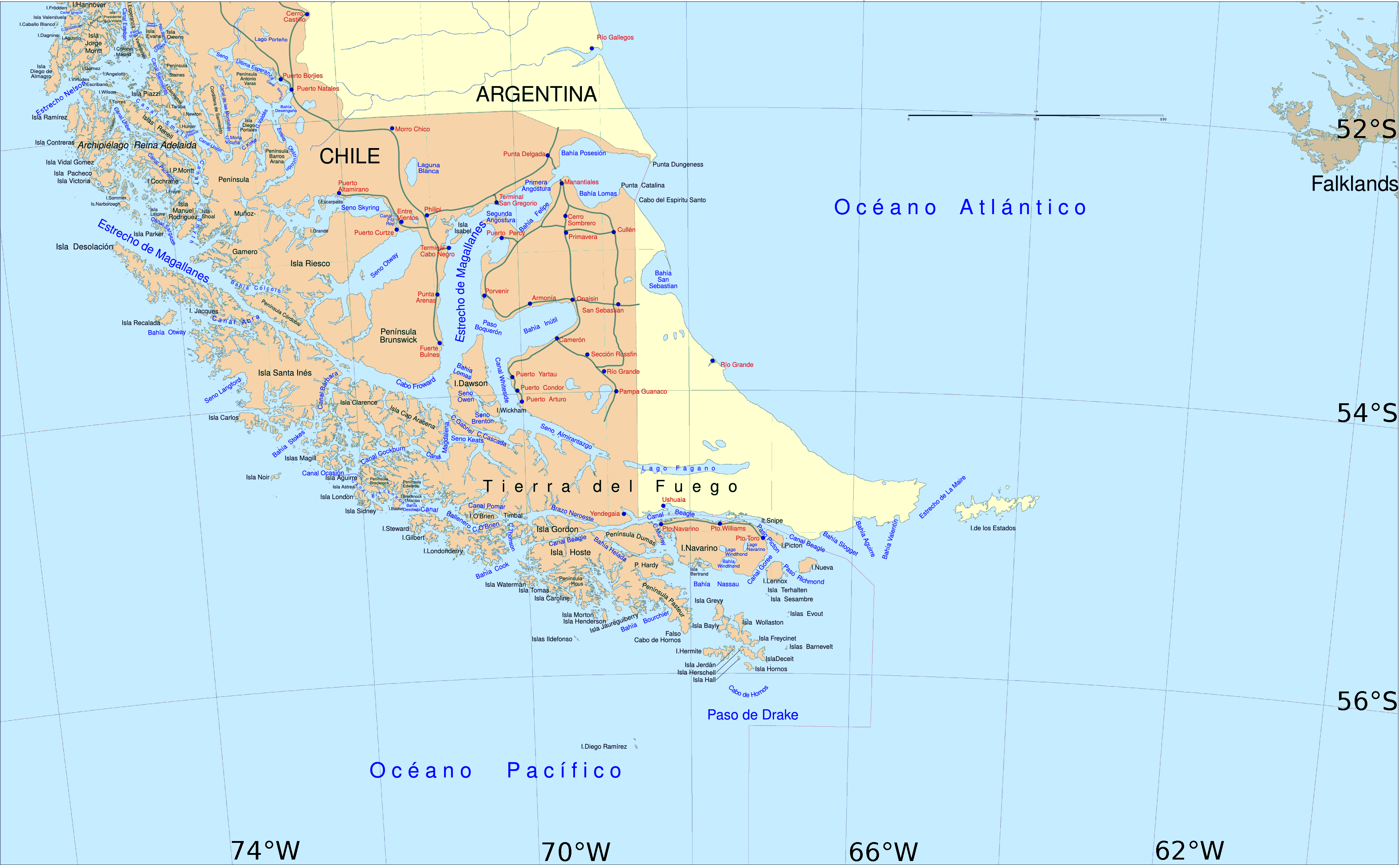
الجزر المحيطة بكاب هورن ، والتي تُظهر زورق كيب هورن.

ضاعت لا يقل عن 100 سفينة في منطقة كيب هورن بين 1850 و1900. وكانت هناك ثلاثة طرق الإبحار من خلال أو حول أرض النار في المنطقة: ممر دريك (واحد تدور حول كيب هورن )، مضيق ماجلان، وقناة بيغل. الثلاثة كانوا محفوفين بالمخاطر، ولكن ممر دريك فقط عرض غرفة مناورة غير محدودة. وأصبح الطريق المفضل. بما أن الرياح في المنطقة سائدة في الغرب، فإن كيب هورن الخاطئ هو شاطئ لي من الغرب يشبه بشكل سطحي كيب هورن الحقيقي إلى الجنوب. إذا رأى ضباط وطاقم السفينة الأرض قبالة قوس الميمنة (إلى الجنوب)، فلن تكون هناك أي فرصة تقريبًا لإيقاف أو تحويل، أو حتى إبطاء، سفينة في الوقت المناسب لتجنب تحطمها في جزر وولستن. تسبب هذا الخطأ في العديد من حطام السفن.